# Rupe (Chorwacja)
Rupe – wieś w Chorwacji, w żupanii szybenicko-knińskiej, w mieście Skradin. W 2011 roku liczyła 470 mieszkańców.